# Ashley Zukerman
Ashley Zukerman (Santa Mónica, California, 30 de diciembre de 1983) es un actor estadounidense, más conocido por haber interpretado a Michael Sandrelli en la serie Rush.

## Biografía
Nació en Santa Mónica, California. Tiene una hermana, la actriz Debbie Zukerman.
Junto con su familia, se trasladó a Melbourne cuando apenas tenía dos años y medio de edad. Asistió al Wesley College, en Melbourne en el campus Glen Waverley. En 2006 se graduó del "Victorian College of the Arts VCA", en Victoria, Australia; con un grado en actuación.
Es cofundador de la compañía "Inside Job Productions".

## Carrera
Ashley ha aparecido en series de televisión y teatro. 
Zukerman comenzó su carrera profesional actuando en teatro, entre algunas de sus participaciones se encuentran The History Boys el cual obtuvo una nominación al premio Green Room Award por "Mejor Producción de Teatro", también apareció en The Hypocrite y en This Is Our Youth para Inside Job Productions.
En el 2004 apareció en la película Tom White. 
En el 2008 se unió a la serie australiana Rush en donde interpretó al ambicioso y arrogante Oficial Michael Sandrelli, quien siempre está buscando la oportunidad para demostrar que los héroes existen y que él es uno de ellos; además de ser una persona ingeniosa y que rara vez actúa precipitadamente. Su última aparición fue el octubre del 2011 después de que su personaje muriera en el hospital después de haber recibido un disparo en la cabeza durante una operación encubierta.  Por su actuación en el 2009 recibió una nominación a los premios Logie, en la categoría de "nuevos talentos más destacados". 
En el 2010 apareció en la miniserie de guerra y drama de la HBO, The Pacific en donde interpretara al Teniente Mac, junto a Isabel Lucas, James Badge Dale, John Seda, William Sadler, Cariba Heine y Nikolai Nikolaeff.
En el 2011 se unió al elenco recurrente de la serie Terra Nova donde interpretó a Lucas Taylor, un joven misterioso que finalmente termina revelando que es el hijo de Nathaniel Taylor (Stephen Lang).
En el 2013 apareció como invitado en la serie Mr & Mrs Murder, ese mismo año se anunció que aparecería en la película The 34th Battalion donde interpretará a Jefferies y en la serie Underbelly: Squizzy, la sexta temporada de la serie Underbelly.
En julio del 2014 se unió al elenco principal de la nueva serie Manhattan donde interpretó a Charlie Isaacs, un experto en el engaño así como en las ecuaciones y nuevo miembro del equipo, hasta el 2015 después de que la serie finalizara. Ese mismo año se unió al elenco de la serie The Code donde interpretó al hacker Jesse Banks, el hermano del periodista Ned Banks (Dan Spielman).
En el 2015 apareció en la nueva serie Childhood's End donde interpretó a Jake Greggson, el padre de dos jóvenes con poderes.
A el 2016 apareció en el drama Four Stars, donde dio vida a Danny, el hijo del general Buckley, una leyenda en operaciones especiales de cuatro estrellas.
En junio del mismo año se anunció que Ashley se había unido al elenco recurrente de la cuarta temporada de la serie Masters of Sex donde interpretará al paciente clínico Gary Diebold.
El de agosto del 2016 se anunció que Ashley se había unido al elenco recurrente de la nueva serie Designated Survivor donde dará vida al congresista Peter MacLeish.

## Filmografía

### Series de televisión
| Año         | Título                | Personaje         | Notas                     |                                                           |
| ----------- | --------------------- | ----------------- | ------------------------- | --------------------------------------------------------- |
| 2017        | Friday on My Mind     | Ted Albert        | minsierie                 |                                                           |
| 2016 - 2017 | Designated Survivor   | Peter MacLeish    | 10 episodios              |                                                           |
| 2014 - 2016 | The Code              | Jesse Banks       | 12 episodios              |                                                           |
| 2016        | Masters of Sex        | Gary Diebold      | 2 episodios               |                                                           |
| 2016        | Fear the Walking Dead | Will              | episodio "Pillar of Salt" |                                                           |
| 2014 - 2015 | Manhattan             | Charlie Isaacs    | 23 episodios              |                                                           |
| 2015        | Childhood's End       | Jake Greggson     | 3 episodios - miniserie   |                                                           |
| 2013        | Underbelly: Squizzy   | Det. James Bruce  | 5 episodios               |                                                           |
| 2013        | Mr & Mrs Murder       | Alex Moran        | episodio "En Vogue"       |                                                           |
| 2012        | Death Star PR         | Bilson            | episodio "Nemesis"        |                                                           |
| 2011        | Terra Nova            | Lucas Taylor      | 5 episodios               |                                                           |
| 2008 - 2011 | Rush                  | Michael Sandrelli | 70 episodios              |                                                           |
| 2011        | The Slap              | Dylan             | episodio # 1.1            |                                                           |
| 2010        | Lowdown               | Dylan Hunt        | 4 episodios               |                                                           |
| 2010        | The Pacific           | Lt. Mac           | 3 episodios - miniserie   | El símbolo perdido personaje Roberht landong capítulos 10 |

### Películas
| Año  | Título                               | Personaje                        | Notas        |
| ---- | ------------------------------------ | -------------------------------- | ------------ |
| 2021 | Fear Street Part Three: 1666         | Sheriff Nick Goode Solomon Goode |              |
| 2021 | Fear Street Part Two: 1978           | Sheriff Nick Goode               | Cameo        |
| 2021 | Fear Street Part One: 1994           | Sheriff Nick Goode               |              |
| 2018 | The Wind                             | Isaac                            |              |
| 2016 | Four Stars                           | Danny                            |              |
| 2014 | Bound by Blue                        | Hombre                           |              |
| 2013 | The 34th Battalion                   | Jefferies                        |              |
| 2013 | Miasmata                             | Max                              | Cortometraje |
| 2013 | The Humble Beginnings of the Balloon | Todd Digby                       | Cortometraje |
| 2011 | The Crimson Room                     | John                             | Cortometraje |
| 2011 | Bush Weed                            | Rusty                            |              |
| 2010 | Blame                                | Anthony                          |              |
| 2004 | Tom White                            | Thug #2                          |              |

### Teatro[16]
| Año  | Obra              | Personaje | Director (a)     | Teatro                      | Notas                                                            |
| ---- | ----------------- | --------- | ---------------- | --------------------------- | ---------------------------------------------------------------- |
| 2011 | As You Like It    | Orlando   | Eamon Flack      | Belvoir Theatre             | junto a Alison Bell, Bille Brown, Gareth Davies y Hamish Michael |
| 2009 | This Is Our Youth | Warren    | Nicholas Pollock | -                           | junto a Nicole da Silva y Ben Geurens                            |
| 2009 | B.C.              | Joseph    | -                | -                           | -                                                                |
| 2008 | The Hypocrite     | Valère    | Peter Evans      | Melbourne/Playhouse Theatre | junto a Nicholas Bell, Garry McDonald y Sara Gleeson             |
| 2007 | The History Boys  | Timms     | Peter Evans      | Melbourne Theatre           | junto a Rhys McConnochie y Ben Geurens                           |

## Premios y nominaciones
| Año  | Categoría                             | Premio               | Serie/Obra | Resultado |
| ---- | ------------------------------------- | -------------------- | ---------- | --------- |
| 2016 | Best Lead Actor In A Television Drama | AACTA Award          | The Code   | Nominado  |
| 2015 | Most Outstanding Actor                | Logie Award          | The Code   | Nominado  |
| 2015 | Lead Actor in a Television Drama      | AACTA Award          | The Code   | Ganador   |
| 2009 | Most Outstanding New Talent           | Graham Kennedy Award | Rush       | Nominado  |
| 2009 | Male Supporting Performer             | Green Room Award     | B.C        | Ganador   |